# John Treloar
John Francis Treloar (ur. 19 stycznia 1928 w Lindfield, zm. 23 lipca 2012 w Taren Point) – australijski lekkoatleta, sprinter, trzykrotny mistrz igrzysk Imperium Brytyjskiego z 1950, dwukrotny olimpijczyk.
Odpadł w półfinałach biegu na 100 metrów i biegu na 200 metrów oraz w eliminacjach sztafety 4 × 100 metrów na igrzyskach olimpijskich w 1948 w Londynie.
Zdobył trzy złote medale na igrzyskach Imperium Brytyjskiego w 1950 w Auckland: w biegu na 100 jardów (przed swym kolegą z reprezentacji Australii Billem de Gruchy i Kanadyjczykiem Donem Pettie), w biegu na 220 jardów (przed Davidem Johnsonem z Australii i Donem Jowettem z Nowej Zelandii) i w sztafecie 4 × 110 jardów (w składzie: Scotchy Gordon, Jophnson, Treloar i de Gruchy).
Zajął 6. miejsce w finale biegu na 100 metrów (o 0,1 sekundy za zwycięzcą Lindym Remigino ze Stanów Zjednoczonych) i nie ukończył biegu półfinałowego na 200 metrów na igrzyskach olimpijskich w 1952 w Helsinkach. 
Był mistrzem Australii w biegu na 100 jardów w 1946/1947, 1947/1948 i 1949/1950 oraz wicemistrzem na tym dystansie w 1950/1951 i 1951/1952, a także mistrzem w biegu na 220 jardów w 1947/1948, 1949/1950 i 1951/1952 oraz wicemistrzem w 1946/1947.
Kilkakrotnie wyrównywał rekord Australii w biegu a 100 metrów czasem 10,5 s (pierwszy raz 10 lipca 1948 w Motspur Park). 21  grudnia 1946 w Sydney ustanowił rekord swego kraju w biegu na 200 metrów wynikiem 21,2 s. Był również dwukrotnym rekordzistą w sztafecie 4 × 100 metrów do czasu 41,5 s (6 sierpnia 1948 w Londynie).
Treloar został odznaczony w 2001 Orderem Australii za zasługi dla lekkiej atletyki i ruchu olimpijskiego. 